# پالما ۳۷۲
سیارک ۳۷۲ (به انگلیسی: 372 Palma، نامگذاری:1893AH) سیصد و هفتاد و دومین سیارک کشف شده‌است که در ۱۹ اوت ۱۸۹۳ و در نیس کشف شد.
قدر مطلق سیارک برابر ۷٫۲۰ است.